# Cromatazione
La cromatazione (o cromatizzazione) è un processo elettrochimico che in passato veniva largamente utilizzato per proteggere i metalli non ferrosi, tra cui zinco e cadmio, dalla corrosione.

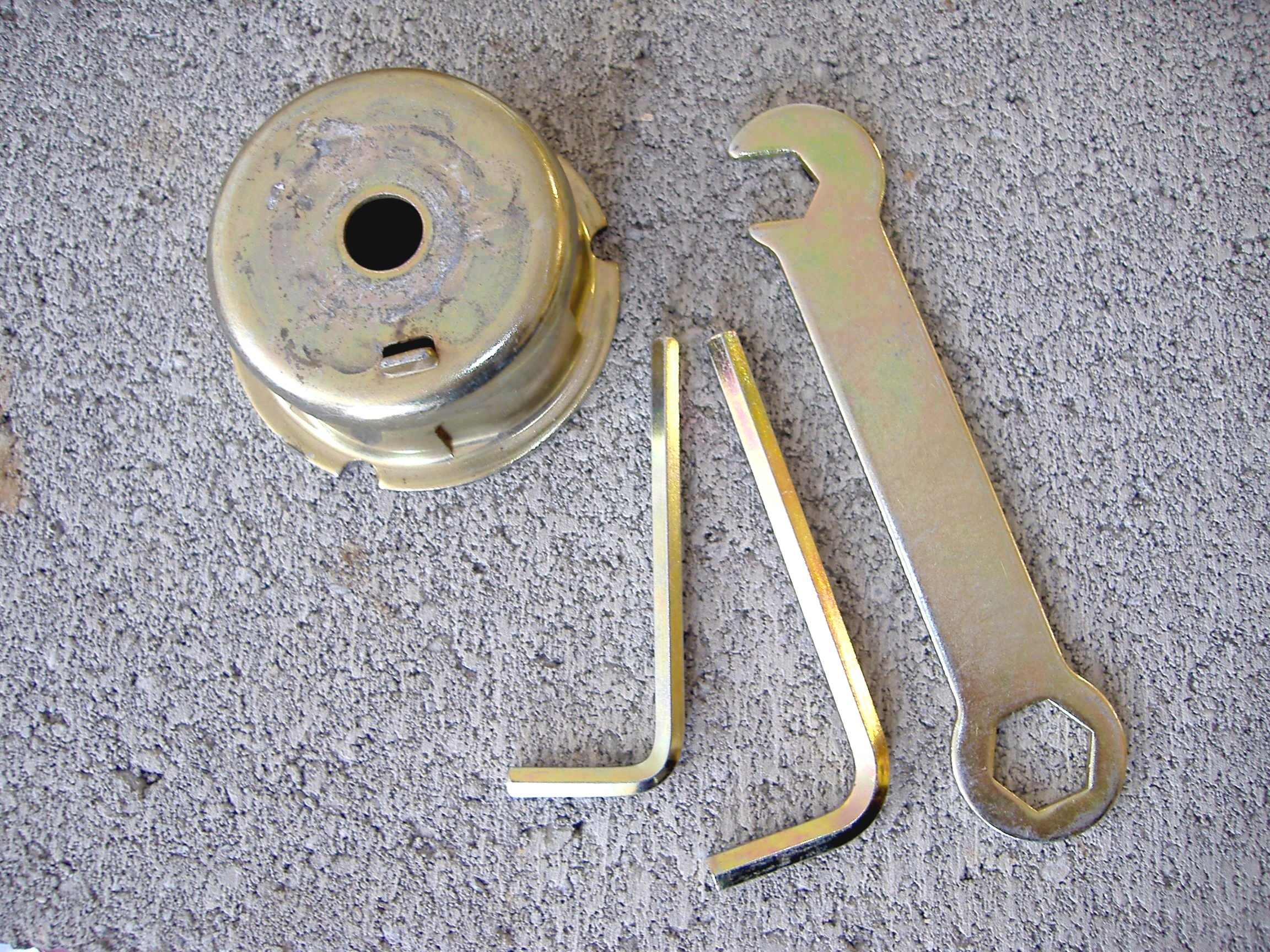
Rivestimento di cromato di zinco applicato su piccoli utensili di acciaio

Consiste nel trattamento del metallo con una soluzione acida di dicromato, con o senza l'intervento di corrente esterna. Il risultato è la formazione di un film sottilissimo di cromato metallico (frazioni di micron) di colore variabile dal giallo al verde scuro a seconda dello spessore, che è molto uniforme e poco poroso. Appena formatosi il film risulta fragile, ma dopo alcune ore diventa assai resistente e idrorepellente. Il meccanismo di protezione è duplice, infatti la presenza del Cr6+ esercita un'azione inibitrice nei confronti dell'ossidazione (essendo il cromo esavalente stesso un forte ossidante), mentre la struttura non porosa del film impedisce la penetrazione dell'umidità, che potrebbe asportarlo poco a poco. L'efficacia del film permane fin tanto che è presente il Cr6+, se quindi si dovessero superare i 60-70 °C, anche in assenza di acqua, possono avvenire reazioni tra il metallo su cui si è effettuata la cromatazione e i cationi Cr6+, nelle quali quest'ultimo si riduce acquistando elettroni dagli atomi metallici che dovrebbe invece proteggere, e la sua capacità inibitrice viene meno.
Ad oggi non più usato (o relativamente solo nell'aeronautica) per la presenza di Cr6+ cancerogeno e pericoloso.

## Tecniche di cromatazione
Tra i più noti e diffusi processi di cromatazione c'è il processo Cronak, risalente al 1936, che fa uso di una soluzione acquosa di sodio dicromato e acido solforico.